# Arborloo
L'Arborloo, talvolta indicato anche come latrina mobile a fossa singola, è un tipo di toilette compostante costituito da una piccola fossa sormontata da una piattaforma e da una semplice sovrastruttura. Dopo il riempimento, le feci compostate vengono utilizzate direttamente in loco come fertilizzante attraverso la piantumazione di un albero sul sito.
Destinato in particolare ai paesi caldi e alle aree rurali, questo dispositivo ha riscosso un certo successo nell'Africa meridionale e soprattutto nello Zimbabwe, dove è stato inventato negli anni 1990 e da cui si è diffuso in diversi paesi dell'Africa orientale e dei Caraibi.

## Storia e distribuzione

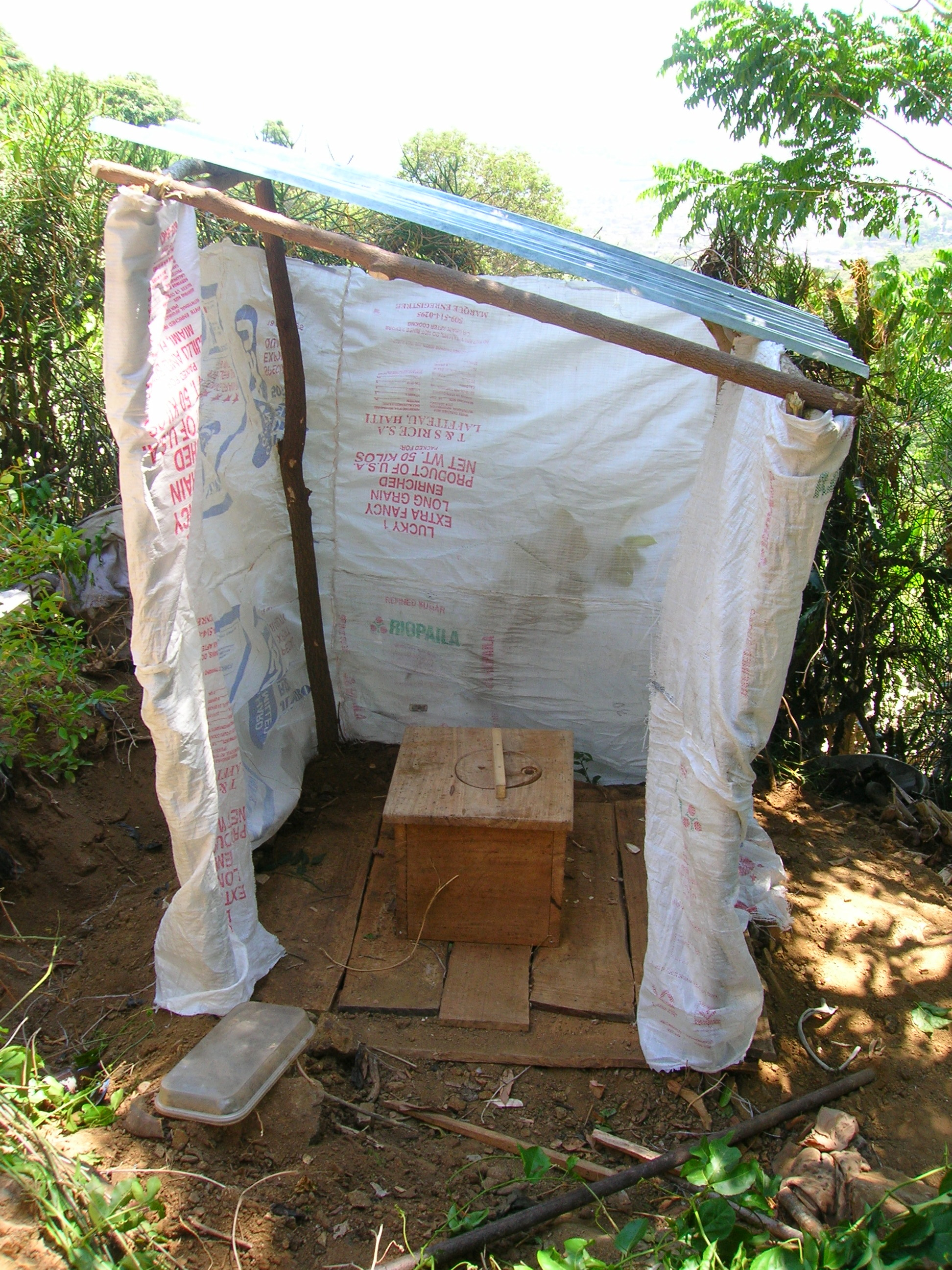
Un Arborloo a Cap-Haïtien, Haiti.

L'idea di una latrina mobile dedicata al compostaggio esisteva in altre forme già prima dell'invenzione formale dell'Arborloo: in alcune aree dell'Africa orientale era infatti già consuetudine piantare un albero sul sito di una latrina ormai piena, ma spesso l'albero non poteva sfruttare efficacemente i nutrienti presenti nelle fosse a causa della profondità di queste ultime. Nei primi anni 1980, l'Instituto Nacional de Pesquisas da Amazônia sperimentò in Brasile la possibilità di utilizzare servizi igienici a fossa poco profondi, con una sovrastruttura rimovibile a mo' di lettiga, chiamati Fossas migratias. Il progetto prevedeva, una volta esaurita la capienza delle fosse e dopo averle ricoperte di terra, la piantumazione di un albero tra diverse fosse vicine, in modo che le sue radici potessero beneficiare di nutrienti in esse contenuti. Tuttavia, la creazione, o almeno la formalizzazione del concetto di Arborloo, è attribuita a Peter Morgan, già ideatore di altri tipi di toilette, come la latrina a fossa ventilata, quella a fossa alternata e lo skyloo .
Grazie alla promozione di ONG locali e internazionali (tra cui WaterAid), che hanno utilizzato campagne pubblicitarie, passaparola e modelli dimostrativi, l'Arborloo, il cui nome deriva da una combinazione delle parole "arbor", ossia "albero" in latino, e "loo", un termine informale utilizzato in inglese per indicare i servizi igienici, è stato dapprima sperimentato e poi gradualmente adottato nelle zone rurali di molti paesi africani tra cui, oltre al già citato Zimbabwe, l'Etiopia (in cui l'Arborloo è stato introdotto nel 2005 da Secours catholique), il Malawi e il Mozambico. I bassi costi, che vanno da 5 a 208 dollari a seconda dell'infrastruttura, e i vantaggi sia in termini igienici che economici di questo tipo di latrina hanno poi portato alla sua sperimentazione in paesi extra-africani, soprattutto della regione caraibica, come ad esempio Haiti.

## Funzionamento
L'Arborloo è uno dei servizi igienici più semplici, spesso persino più semplice ed economico della classica latrina a fossa singola. Esso è costituito da una fossa poco profonda, possibilmente dotata di paratie e il cui fondo viene rivestito di foglie prima del primo utilizzo, sormontata da una piattaforma più o meno rudimentale e da una sovrastruttura atta a garantire comfort e privacy. Ad ogni utilizzo, l'utente, dopo aver defecato nella fossa, aggiunge un po' di materia organica utile a generare compost, come terra con un po' di cenere e, occasionalmente, alcune foglie. Oltre a facilitare il compostaggio, una funzione dell'aggiunta di terra e ceneri è anche quella di ridurre notevolmente la presenza di insetti e odori.
Quando la fossa è quasi piena, la piattaforma e la sovrastruttura vengono spostate in una nuova fossa (da qui l'espressione "latrina mobile"), mentre l'altra viene colmata con della terra. A questo punto, in corrispondenza della fossa viene piantato un albero, solitamente da frutta, così che esso possa utilizzare i nutrienti presenti nel terreno per crescere, consolidare il suolo e fornire frutti e legno.
Si ritiene che i rischi per la salute e l'ambiente dovuti a un Arborloo siano piuttosto bassi: a meno che la falda freatica non sia particolarmente superficiale, infatti, la bassa profondità della fossa (da 75 a 150 cm) impedisce agli agenti patogeni di inquinare le acque sotterranee, inoltre non vi è alcun contatto tra l'utente e le feci, poiché, a differenza di quanto avviene in altri tipi di toilette compostanti, il compost prodotto non ha bisogno di essere maneggiato. L'aggiunta di materia organica e terra alle feci, poi, consente una buona eliminazione degli agenti patogeni durante il compostaggio.

## Costruzione

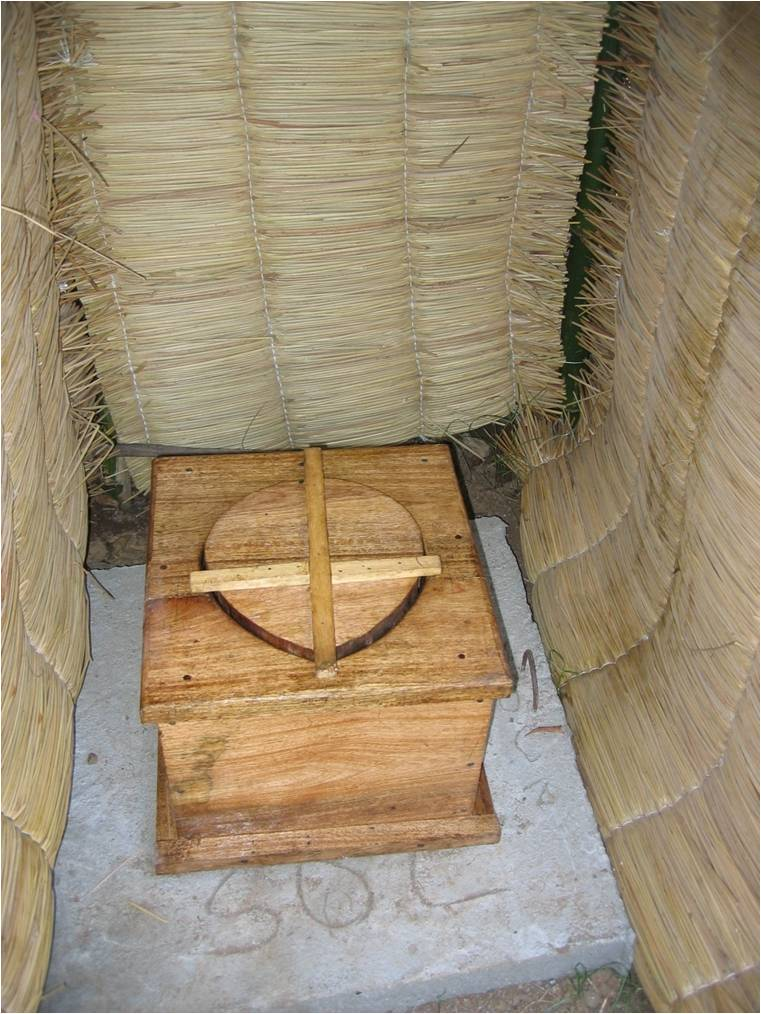
L'interno di un Arborloo con piattaforma di cemento trasportabile, seduta in legno e pareti in paglia.

Un Arborloo viene realizzato in modi diversi a seconda del tipo di terreno e della qualità desiderata. Se il terreno è abbastanza stabile, la fossa non ha bisogno di essere dotata di paratie ed è quindi sufficiente scavare una piccola fossa e posare la piattaforma su di essa; in presenza di un terreno instabile e di un reale rischio di collasso della fossa è invece necessario un minimo di rinforzo che può essere costituito da un anello di cemento prefabbricato inserito nella fossa a fare da mezzo di contenimento o, in caso di terreno altamente instabile, da un rivestimento realizzato in mattoni o pietre e malta, che spesso è comunque sufficiente che si estenda solo lungo i 20 o 30 cm più superficiali dello scavo.
La fossa è solitamente di piccole dimensioni per facilitare lo scavo e ridurre i costi: le dimensioni di solito corrispondono alle radici dell'albero che verrà piantato in seguito. Nella maggior parte dei casi, la fossa ha una forma circolare (più facile da scavare) di circa 80 cm di diametro, con una profondità che va da 70 a 150 cm, più comunemente da 100 a 120. Il volume utilizzabile varia da 300 a 700 litri che, considerando una famiglia media, garantisce un utilizzo con una durata che va da 4 a 9 mesi. Il fondo della fossa viene lasciato privo di isolamento dal terreno onde consentire all'urina di penetrarvi e alcune foglie d'albero vi vengono semplicemente posizionate per avviare il processo di compostaggio.
Sopra la fossa viene posizionata una piattaforma che, a seconda dei mezzi di cui si dispone, può essere di cemento, armato o non armato, o di legno e con uno spessore di solito compreso tra i 5 e i 10 cm. In entrambi i casi, la piattaforma è forata nel mezzo e, a seconda delle abitudini di defecazione, può essere dotata di un sedile, anch'esso in cemento o in legno, o di poggiapiedi rialzati atti a facilitare l'accovacciamento dell'utilizzatore. Il terreno risultante dalla realizzazione della fossa viene poi spesso utilizzato per consolidare il posizionamento della piattaforma e per realizzare deviatori atti a evitare che l'acqua piovana entri nella fossa.
La sovrastruttura dell'Arborloo ha lo scopo di fornire la dovuta privacy all'utilizzatore, nonché a proteggerlo da vento, pioggia e sole. La foggia delle sovrastrutture varia enormemente da paese a paese, in parte perché dipende dalle pratiche di costruzione locali ma soprattutto perché, essendo gli Arborloo utilizzati principalmente nelle aree rurali e povere, essi sono spesso realizzati con i materiali più economici e facilmente reperibili. Esistono quindi Arborloo con sovrastrutture semplici fatte di paglia, bambù o sacchetti di riso, talvolta coperte da un tetto di latta, o più complesse, realizzate in legno e a forma di capanna ma pur sempre leggere, dato che devo essere spostate. L'interno della struttura è poi dotato dei comuni utensili da toilette, quali materiali per la pulizia anale, secchio e sapone per le mani e così via.

## Utilizzo

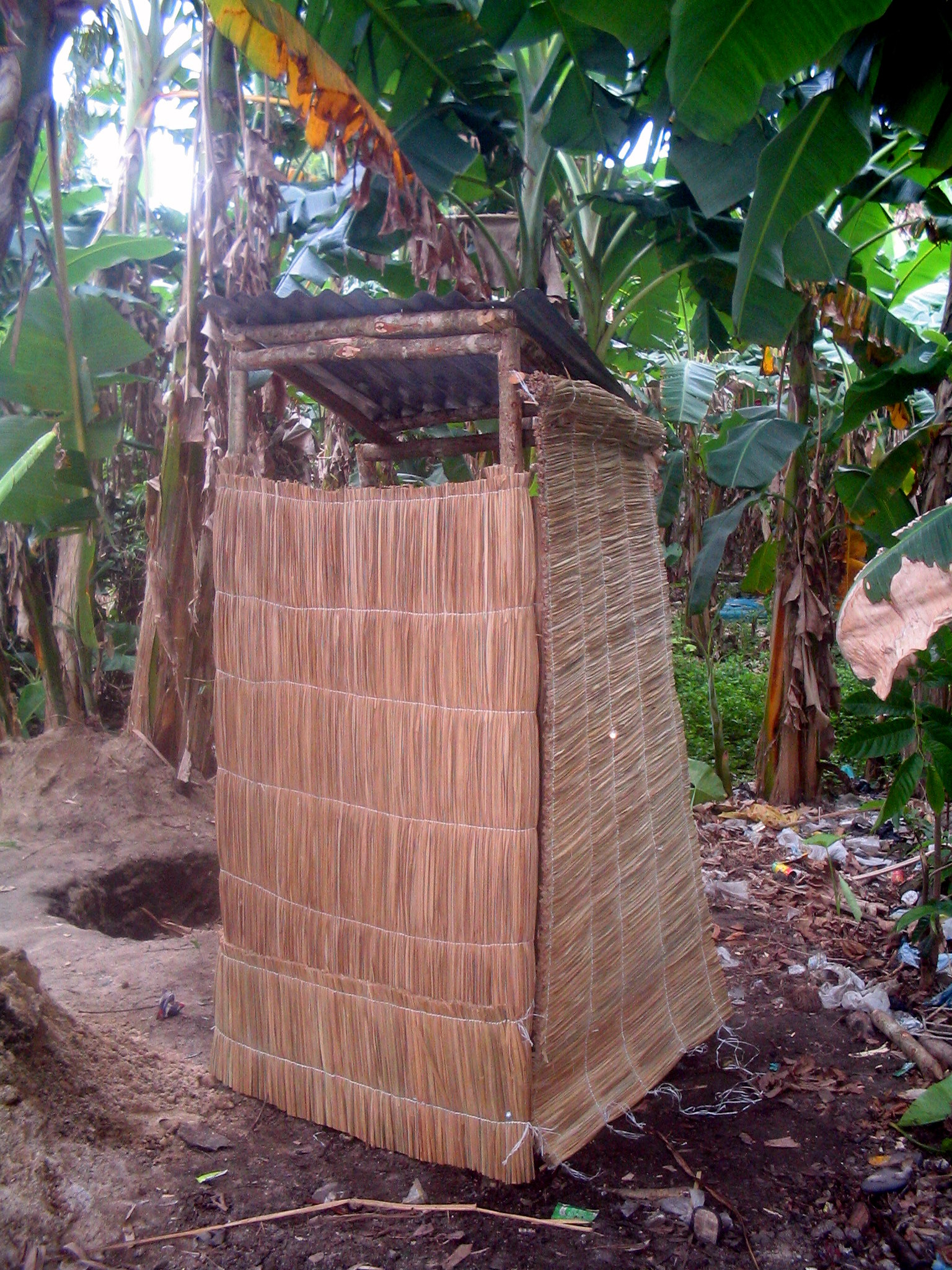
Un Arborloo dotato di sovrastruttura facilmente trasportabile.

Come avviene per qualsiasi toilette compostante, anche nel caso dell'Arborloo è necessario aggiungere agli escrementi delle sostanze organiche atte ad accelerare e migliorare il processo di formazione del compost. Dopo ogni defecazione, ma non dopo ogni minzione, è quindi utile aggiungere una manciata di terreno e, se possibile, cenere, per coprire le feci e limitare gli odori e la presenza di insetti, mentre l'aggiunta di foglie è necessaria solo periodicamente. Quando il contenuto arriva a circa 15 cm dalla soglia della fossa, la piattaforma e la sovrastruttura vengono spostate sopra una nuova fossa, mentre la fossa precedente viene colmata con della terra. A questo punto il contenuto della fossa può essere utilizzato in diversi modi: è possibile piantare un albero all'inizio della stagione delle piogge, quando il contenuto della fossa si sarà già trasformato in compost e non ci sarà bisogno di innaffiare la pianta, oppure si può piantare l'albero immediatamente dopo aver riempito la fossa, ma in questo caso alla fine esso dovrà essere annaffiato. Un altro metodo è quello di attendere che il contenuto si sia completamente trasformato in compost, cosa che avviene in un lasso di tempo che va da sei mesi a un anno, estrarlo e quindi spargerlo sui campi.
La specie di albero da piantare dipende dall'uso desiderato ma nella maggior parte dei casi si tratta di alberi da frutto che possano costituire una fonte di sostentamento e reddito per i proprietari. Negli anni sono state riportate buone esperienze con gelsi, banani, guaiave e alberi di avocado e di mango nonché eucalipti e diverse specie di alberi di agrumi. Dopo la piantumazione si provvede di solito a installare dispositivi a proteggere il piccolo albero, che in genere è alto meno di un metro, dagli animali, ed è spesso consigliato, quando possibile, aggiungere altro compost periodicamente; gli alberi amanti dell'azoto come i banani, ad esempio, possono trarre benefici da un innaffiamento settimanale di urina diluita. Oltre agli alberi da frutto, in Etiopia sono state piantate delle zucche, mentre in Zimbabwe si è sperimentato l'uso di piante di pomodori: in entrambi i casi, il contributo alla loro crescita dato dalla fossa sotterranea è stato chiaramente visibile. Per altre coltivazioni, come il mais e il tabacco, si consiglia di solito di utilizzare una latrina a fossa alternata o servizi igienici compostanti più convenzionali, in modo da poter raccogliere il compost e poterlo poi distribuire nelle piantagioni.
L'Arborloo è stato testato principalmente in climi da tropicali a temperati, con alcuni esperimenti in aree semi-aride in Etiopia; il fabbisogno idrico degli alberi da frutto sconsiglia infatti la loro piantumazione in aree troppo aride. Tuttavia, la presenza di compost consente di poter utilizzare anche terreni non di ottima qualità, cosicché anche terreni molto sabbiosi possono consentire lo sviluppo di un albero.
L'utilizzo degli Arborloo, spesso definiti come "sistemi igienico-sanitari ecologici integrati", garantisce un impatto ambientale che non si limita alla riduzione dell'inquinamento, ma, creando terreni ricchi e permettendo agli alberi di avere radici profonde, include anche il contrasto la deforestazione.
Dati i diversi vantaggi dati da un Arborloo rispetto a una comune latrina a fossa singola e a diversi altri tipi di toilette per compostaggio, oggi l'approntamento di servizi igienici di questo tipo è promosso da diverse ONG al fine di migliorare i mezzi di sussistenza delle comunità interessate e ridurre la povertà a lungo termine.

Il ciclo di utilizzo di un Arborloo.